# منشاري الذيل غلاغيري
منشاري الذيل غلاغيري، المعروف أيضًا باسم أبو بريص غلاغير الصخري أو أبو بريص وادي الخرار الصخري، هو نوع من العظاءات في فصيلة كرويات الأصابع الموجودة في عُمان.
موطنه الأصلي جبال الحجر الوسطى في شمال عُمان، يوجد ارتفاع يصل إلى 1830 مترًا. وقد تمت ملاحظته على جذوع الأشجار وأغصانها، بما في ذلك أشجارالبان الأجنبي، والتين صفصافي الأوراق، والسنط، وعلى جدران وأبواب المباني. وهو متوافر بكثرة محلياً ضمن نطاقه المحدود.